# Anton Hoffman
Anton Hoffman, född 7 november 1739 i Stockholm, död där 2 september 1782, var en svensk läkare.
Anton Hoffman var son till grosshandlaren Johan Ludvig Hoffman. Han blev student vid Uppsala universitet 1756 och visade ovanlig begåvning för medicin. 1765 blev han medicine doktor samt 1764 sekreterare i, 1779 ledamot av och 1781 vice preses i Collegium medicum. 1773–1781 var han livmedikus hos änkedrottning Lovisa Ulrika av Preussen och blev 1781 livmedikus hos Gustav III.